# Johann Adam Krygell

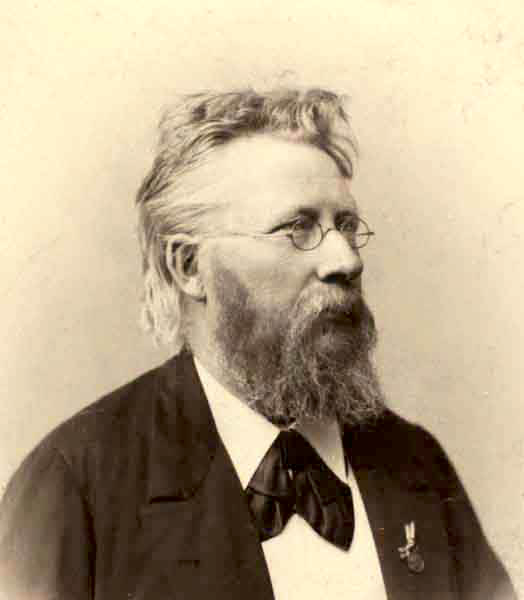
Johann Adam Krygell

Johann Adam Krygell (* 18. September 1835 in Næstved; † 27. Juli 1915 in Kopenhagen) war ein dänischer Organist und Komponist.

## Leben
Der Sohn eines Militärmusikers war Schüler von Niels Wilhelm Gade und Johann Peter Emilius Hartmann. 1867–68 studierte er am Konservatorium von Kopenhagen. Danach wirkte er als Organist in Herlufsholm, bevor er 1880 Organist der Matthäus-Kirche in Kopenhagen wurde. Diese Stelle hatte er bis zu seinem Tode inne.
Krygell komponierte etwa 150 Werke, darunter drei Sinfonien, sechs Orchestersuiten und zehn Orchesterouvertüren, 24 Präludien und Fugen für die Orgel, 24 Streichquartette und die Oper Saul.